# 赛菊芋属
赛菊芋属（学名：Heliopsis）是菊科下的一个属，为多年生草本植物。该属共有约12种，分布于北美。